# León Villa
Pour les articles homonymes, voir villa (homonymie).
León Villa, né le 12 janvier 1960 à Medellín (Colombie), est un footballeur colombien, qui évoluait au poste de défenseur à l'Atlético Nacional et au Deportes Quindío ainsi qu'en équipe de Colombie.
Villa ne marque aucun but lors de ses sept sélections avec l'équipe de Colombie entre 1989 et 1990. Il participe à la coupe du monde de football en 1990 avec la Colombie.

## Carrière
- 1982-1992 : Atlético Nacional
- 1993-1994 : Deportes Quindío  [1],[2]

## Palmarès

### En équipe nationale
- 7 sélections et 0 but avec l'équipe de Colombie entre 1989 et 1990.
- Huitième-de-finaliste de la coupe du monde 1990.

### Avec l'Atlético Nacional
- Vainqueur de la Copa Libertadores en 1989.
- Vainqueur de la Copa Interamericana en 1990.
- Vainqueur du Championnat de Colombie de football en 1991.